# Calum Puttergill
Calum Puttergill (Mthatha, 22 ottobre 1993) è un tennista australiano di origine sudafricana.
Attivo soprattutto nei circuiti minori, ha ottenuto diversi successi nell'ATP Challenger Tour e nel circuito ITF. Ha ottenuto i migliori risultati in doppio, specialità in cui ha vinto 1 titolo Challenger e ha raggiunto il 143º posto del ranking ATP nel maggio 2024. In singolare ha raggiunto al massimo la 663ª posizione nel ranking nel febbraio 2020.

## Statistiche

### Tornei minori

#### Singolare

##### Finali perse (1)
| Legenda tornei minori |
| Challenger (0)        |
| ITF (1)               |

| No. | Data           | Torneo                | Superficie | Avversario in finale | Punteggio |
| 1.  | settembre 2019 | Australia M25, Darwin | Cemento    | Blake Mott           | 1–6, 4–6  |

#### Doppio

##### Vittorie (9)
| Legenda tornei minori |
| Challenger (1)        |
| ITF (8)               |

| N. | Data            | Torneo                                | Superficie | Compagno     | Avversari in finale          | Punteggio   |
| 1. | 29 ottobre 2022 | City of Playford Tennis International | Cemento    | Jeremy Beale | Rio Noguchi Yusuke Takahashi | 7–6(2), 6–4 |

##### Finali perse (10)
| Legenda tornei minori |
| Challenger (2)        |
| ITF (8)               |